# Ноктюрн до-диез минор (Шопен)

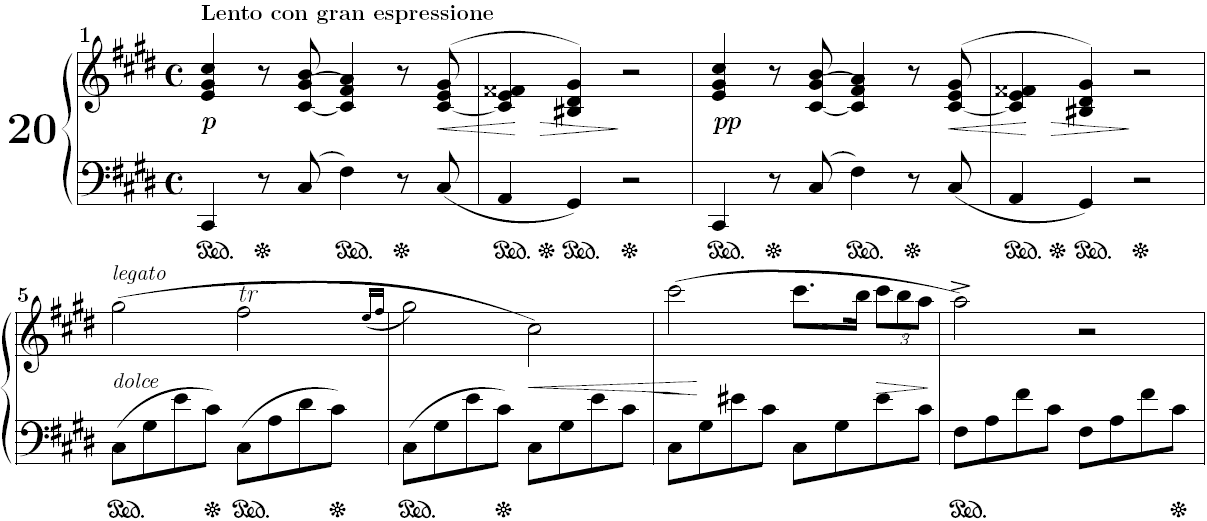
Начальные такты Ноктюрн 20

Ноктюрн № 20 до ♯ минор (посмертный), соч. пост., Lento con gran espressione, P 1, № 16, KKIVa/16, WN 37 — сольный фортепианный ноктюрн, написанный Фредериком Шопеном в 1830 году и опубликованный в 1870 году.
Шопен посвятил это произведение своей старшей сестре Людвике Шопен с заявлением: «Моей сестре Людвике в качестве упражнения перед началом изучения моего второго концерта». Произведение, впервые опубликованное через 21 год после смерти композитора, обычно называют Lento con gran espressione из-за его темповой маркировки. Иногда его также называют воспоминанием. Произведение было сыграно пережившей Холокост Натальей Карп для коменданта нацистского концлагеря Амона Гёта, причем Гёт был настолько впечатлен исполнением, что пощадил Наталью.
Эту пьесу также сыграл выживший в Холокосте и знаменитый польский пианист Владислав Шпильман (центральная фигура фильма Романа Полански 2002 года «Пианист») во время последней прямой трансляции польского радио 23 сентября 1939 года, когда Варшава была осаждена немецкой армией. Спустя годы Шпильман также сыграл эту пьесу для офицера немецкой армии Вильма Хозенфельда при их первой встрече, хотя в соответствующей сцене фильма Шпильман играет сокращенную версию Баллады № 1 Шопена соль минор, соч. 23. Позже Хозенфельд помог Шпильману спрятаться и снабжал его едой в последние месяцы войны.

## Музыкальная структура

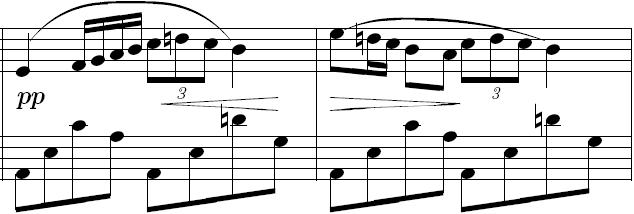
Контрастная тема из первого раздела

Произведение имеет пометку Lento con gran espressione и написано в размере 4/4. После тихого вступления основная тема начинается в такте 5, когда левая рука играет прерывистые аккорды легато на протяжении всей части, придавая музыке навязчивое и непрерывное качество. Затем тема переходит к мечтательному пианиссимо в такте 21, затем возвращается к исходной теме в такте 47 и, наконец, заканчивается в до ♯ мажоре. Первые два такта темы из средней части (такты 21 и 22) напоминают основную тему из третьей части второго фортепианного концерта Шопена фа минор, написанного примерно в то же время (1829 г.). Следующие два такта (такты 23 и 24) напоминают вторую часть побочной темы первой части его второго фортепианного концерта. Отрывок в средней части ноктюрна в размере 3
4, начинающийся в такте 33, напоминает часть скерцандо третьей части Второго фортепианного концерта, начинающуюся в такте 145, в которой левая и правая рука играют с разницей в октаву. В тактах с 58 по 61 есть 4 особые ритмические группы, все из них звучат в ми мажоре. Произведение заканчивается на ppp с высоким и низким C ♯.

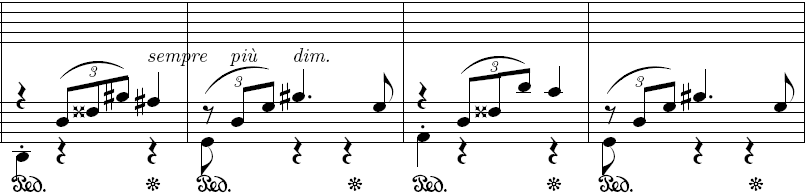
Тема из среднего раздела в размере 3/4